# Ачхой-Мартановская сосновая роща
Ачхой-Мартановская сосновая роща — памятник природы, расположенный Ачхой-Мартановском районе Чечни в 3,4 км к юго-западу от Ачхой-Мартана и в 1 км к востоку от села Бамут. На территории памятника находятся посадки сосны обыкновенной. Средняя высота деревьев составляет 15-20 м, диаметр 25-30 см.
Имеет статус особо охраняемой природной территории республиканского значения.